# Saint-Martin-du-Fouilloux, Deux-Sèvres
Saint-Martin-du-Fouilloux är en kommun i departementet Deux-Sèvres i regionen Nouvelle-Aquitaine i västra Frankrike. Kommunen ligger i kantonen Ménigoute som tillhör arrondissementet Parthenay. År 2022 hade Saint-Martin-du-Fouilloux 252 invånare.

## Befolkningsutveckling
Antalet invånare i kommunen Saint-Martin-du-Fouilloux
| Referens: INSEE |